# Acum
Acum es una localidad del municipio de Sudzal en el estado de Yucatán, México.

## Toponimia
El nombre (Acum) proviene del idioma maya.

## Hechos históricos
- En 1932 pasa del municipio de Izamal a Sudzal.

## Demografía
Según el censo de 1990 realizado por el INEGI, la población de la localidad era de 0 habitantes.
| 122                         | 90 | 41 | 36 | 30 | 32 | 0 | 0 | 7 | 0 | 0 | 0 | 0 |
| (Fuente: INEGI [Consultar]) |    |    |    |    |    |   |   |   |   |   |   |   |